# 山都町
山都町（やまとちょう）は、熊本県東部にある町。2005年（平成17年）2月11日に上益城郡矢部町、清和村、阿蘇郡蘇陽町が合併して誕生した。熊本県下ではあさぎり町、氷川町とともに「まち」でなく「ちょう」と読む数少ない町である。上益城郡に属している。

## 概要
九州（沖縄県及び離島を除く）のほぼ真ん中に位置していることから、「九州のへそ」を商標登録しており、全国へそのまち協議会に参加している。町域は東西約33キロメートル、南北約27キロメートルにおよび、面積は544.83平方キロメートルで、熊本県内市町村で3番目の広さを誇る。
世界最大級の阿蘇カルデラを形成する南外輪山のほぼ全域をおさめ、南側は九州山地に接している。一級河川である五ヶ瀬川、緑川は町内の山間部にある水源を源流とし、分水嶺を境にそれぞれ東西に流れている。
標高は約200メートルから1700メートルに位置しており、準高冷地の気候を利用した夏秋野菜の産地である。
町の中心部の南を流れる緑川の右岸には白糸台地があり、良質な湧水（通潤用水）を引き込むために造られた通潤橋がある。1991年（平成3年）に「美しい日本のむら景観百選」、2006年（平成18年）に「疏水百選」、2014年（平成26年）に初代の「かんがい施設遺産」などの選定を受けている。また、水の郷百選（「虹の橋」立つ うるおいの郷）に認定されている。
熊本都市圏及び政令指定都市についての研究会に参加している。

### 人口
| |                                        |  |
| 山都町と全国の年齢別人口分布（2005年） | 山都町の年齢・男女別人口分布（2005年） |  |
| ■紫色 ― 山都町 ■緑色 ― 日本全国 | ■青色 ― 男性 ■赤色 ― 女性              |  |
| 山都町（に相当する地域）の人口の推移 \| 1970年（昭和45年） \| 30,607人 \| \| \| 1975年（昭和50年） \| 27,461人 \| \| \| 1980年（昭和55年） \| 26,336人 \| \| \| 1985年（昭和60年） \| 25,282人 \| \| \| 1990年（平成2年） \| 23,503人 \| \| \| 1995年（平成7年） \| 21,746人 \| \| \| 2000年（平成12年） \| 20,333人 \| \| \| 2005年（平成17年） \| 18,761人 \| \| \| 2010年（平成22年） \| 16,981人 \| \| \| 2015年（平成27年） \| 15,149人 \| \| \| 2020年（令和2年） \| 13,503人 \| \| |                                        |  |
| 総務省統計局 国勢調査より |                                        |  |
| 1970年（昭和45年） | 30,607人                               |  |
| 1975年（昭和50年） | 27,461人                               |  |
| 1980年（昭和55年） | 26,336人                               |  |
| 1985年（昭和60年） | 25,282人                               |  |
| 1990年（平成2年） | 23,503人                               |  |
| 1995年（平成7年） | 21,746人                               |  |
| 2000年（平成12年） | 20,333人                               |  |
| 2005年（平成17年） | 18,761人                               |  |
| 2010年（平成22年） | 16,981人                               |  |
| 2015年（平成27年） | 15,149人                               |  |
| 2020年（令和2年） | 13,503人                               |  |

## 地理
阿蘇の外輪山から九州山地まで変化に富んだ自然を持ち、宮崎県と接している。町北部は阿蘇南外輪山に位置する大矢野原や井無田高原などの高原が広がり、標高1000m前後の峠を経て南阿蘇村及び高森町と接している。町中部に各地域の中心地が位置し、国道218号が中心地を結び横断している。町南部は、急峻な地形の九州山地が存在し、標高も1000m以上の山々が連なっている。また、谷沿いを中心に集落が発達しており、人口も広範囲に分布している。

### 隣接する自治体
- 八代市
- 上益城郡：御船町
- 下益城郡：美里町
- 阿蘇郡：南阿蘇村、西原村、高森町
- 宮崎県西臼杵郡：五ヶ瀬町
- 宮崎県東臼杵郡：椎葉村

### 地名
旧矢部町
- 芦屋田(旧浜町)
- 市原(旧浜町)
- 下馬尾(旧浜町)
- 下市(旧浜町)
- 上寺(旧浜町)
- 城原(旧浜町)
- 城平(旧浜町)
- 杉木(旧浜町)
- 千滝(旧浜町)
- 長田(旧浜町)
- 浜町(旧浜町)
- 南田(旧浜町)
- 山田(旧浜町)
- 荒谷(旧下矢部村)
- 葛原(旧下矢部村)
- 猿渡(旧下矢部村)
- 三ケ(旧下矢部村)
- 白小野(旧下矢部村)
- 勢井(旧下矢部村)
- 藤木(旧下矢部村)
- 牧野(旧下矢部村)
- 万坂(旧下矢部村)
- 柚木(旧下矢部村)
- 麻山(旧御岳村)
- 入佐(旧御岳村)
- 小笹(旧御岳村)
- 男成(旧御岳村)
- 上川井野(旧御岳村)
- 川野(旧御岳村)
- 下川井野(旧御岳村)
- 田所(旧御岳村)
- 成君(旧御岳村)
- 野尻(旧御岳村)
- 畑(旧御岳村)
- 犬飼(旧白糸村)
- 白藤(旧白糸村)
- 新小(旧白糸村)
- 菅(旧白糸村)
- 田吉(旧白糸村)
- 津留(旧白糸村)
- 長原(旧白糸村)
- 目丸(旧白糸村)
- 金内(旧中島村)
- 北中島(旧中島村)
- 島木(旧中島村)
- 田小野(旧中島村)
- 原(旧中島村)
- 黒川(旧名連川村)
- 御所(旧名連川村)
- 下名連石(旧名連川村)

旧清和村
- 井無田(旧朝日村)
- 大平(旧朝日村)
- 川口(旧朝日村)
- 高月(旧朝日村)
- 郷野原(旧朝日村)
- 鶴ヶ田(旧朝日村)
- 仏原(旧朝日村)
- 安方(旧朝日村)
- 市の原(旧小峰村)
- 尾野尻(旧小峰村)
- 小峰(旧小峰村)
- 鎌野(旧小峰村)
- 仮屋(旧小峰村)
- 木原谷(旧小峰村)
- 小中竹(旧小峰村)
- 須原(旧小峰村)
- 貫原(旧小峰村)
- 緑川(旧小峰村)
- 米生(旧小峰村)

旧蘇陽町
- 大野(旧馬見原町)
- 神ノ前(旧馬見原町)
- 白石(旧馬見原町)
- 滝上(旧馬見原町)
- 長崎(旧馬見原町)
- 方ヶ野(旧馬見原町)
- 馬見原(旧馬見原町)
- 柳井原(旧馬見原町)
- 今(旧菅尾村)
- 塩出迫(旧菅尾村)
- 塩原(旧菅尾村)
- 菅尾(旧菅尾村)
- 八木(旧菅尾村)
- 花上(旧菅尾村)
- 米迫(旧菅尾村)
- 伊勢(旧柏村)
- 大見口(旧柏村)
- 柏(旧柏村)
- 上差尾(旧柏村)
- 下山(旧柏村)
- 高辻(旧柏村)
- 高畑(旧柏村)
- 橘(旧柏村)
- 玉目（旧柏村)
- 長谷(旧柏村)
- 二瀬本(旧柏村)
- 東竹原(旧柏村)
- 二津留(旧柏村)
- 柳(旧柏村)

## 歴史
令制国としては肥後国の一部で、益城郡に属した。中世南北朝から戦国期にかけては、阿蘇大宮司家が旧矢部を本拠地として現在の熊本県央地域一帯を所領とし、その居館「浜の館」を築いてその繁栄を誇る。
その後、江戸時代となり、地方行政の根幹をなす「手永制度」が敷かれた。矢部郷（旧矢部町と旧清和村朝日地区）は「矢部手永」、知保郷（旧清和村小峰地区と旧蘇陽町一帯）は「菅尾手永」として、それぞれに惣庄屋を配して行政治安を司らせた。民衆も惣庄屋と一体となり、地域の発展に寄与した。
肥後細川藩の藩主が、矢部地方に狩りに出かけた際、この地方にある滝の壮大さ・美しさに感動し、藩のお抱え絵師を派遣して、肥後各地の名勝の絵を描かせた（『領内名勝図巻』）。
嘉永7年、矢部手永の会所（当時の役場相当）時代には、他の地方と同じように新道や堰、用水路など数多くの公共的インフラストラクチャーが建設された。その一つに、御岳と白糸地区に造られた生活用水や農業用水確保のための通潤用水があり、通潤用水の水を送る石組みの水路橋として築造されたのが通潤橋である。通潤橋は、阿蘇山や熊本城などと並び熊本県でも有数の観光資源・文化財であり、町のシンボルともなっている。
当時、矢部会所の惣庄屋として布田保之助がいた。通潤用水及び通潤橋の功労者として布田は神格化されることも多いが、その整備は布田一人の成果ではなく、矢部手永から集められた資金や肥後細川藩の資金を借り、各地の労働者や他地区の石工など総動員して作られた地域の歴史的な遺産である。道路などと同じく個人や地元・特定団体の所有物ではない。
この頃から肥後と東隣の日向国（現在の宮崎県）を結ぶ日向往還の主要な交易地・交通の要衝として、山都町の中心市街である浜町や馬見原（蘇陽地区）は商家を中心に繁栄していた。
明治初めの西南戦争では、熊本で官軍と戦って破れた薩摩軍が、敗戦の退路に立ち寄っている。

### 近現代
- 1889年（昭和22年）4月1日 - 町村制発足により、現在の町域にあたる以下の村が発足。
  - 上益城郡浜町村・下矢部村・白糸村・御岳村・中島村・名連川村・朝日村
  - 阿蘇郡馬見原町・菅尾村・柏村・小峰村
- 1912年（明治45年）4月1日 - 浜町村が町制施行。浜町となる。
- 1948年（昭和23年）4月1日 - 小峰村が上益城郡に移行。
- 1955年（昭和30年）2月1日 - 浜町・下矢部村・白糸村・御岳村が対等合併し、矢部町が発足。
- 1956年（昭和31年）
  - 7月1日 - 朝日村・小峰村が対等合併し、清和村が発足。
  - 9月30日 馬見原町・菅尾村・柏村が対等合併し、阿蘇郡蘇陽町が発足。
- 1957年（昭和32年）4月1日 - 中島村・名連川村を矢部町に編入。
- 2004年（平成16年）
  - 1月1日 - 「矢部・清和・蘇陽合併協議会」発足。
  - 7月14日 - 第9回協議会において、全国公募の中から町名を「山都町（やまとちょう）」に決定。
    - 応募理由は「山の都として栄えるように。山を三と読替え、3町村が栄えるという意味も含む。大和朝廷の「やまと」と同じ響きなので。」
    - 「山都町」「九央町（くおうまち）」「美山町（みやまちょう）」の3候補から選ばれた。
- 2005年（平成17年）
  - 1月27日 - 第13回協議会において、山都町章を応募総数1,655作品の中から決定。
    - デザインの趣旨: 
山都町の「山」の文字で人と自然が調和する町をデザインする。阿蘇外輪山と九州山地の緑に囲まれた町に、伝統薫るそよ風が吹くイメージ。
山都町らしさを町章からも感じてもらえるように町の将来像をテーマにし、町を包む自然とやさしい風が創るゆとりの空間を表現。

  - 2月11日 - 山都町誕生。
- 2023年（令和5年）7月3日 - 梅雨前線による集中豪雨のため、御船川の水位が上昇。国道445号線の金内橋が崩落して通行止となった[3]。

## 行政

### 町長
| 代   | 氏名     | ふりがな          | 就任年月日    | 退任年月日    |
| ---- | -------- | ----------------- | ------------- | ------------- |
| 初代 | 甲斐利幸 | かい としゆき     | 2005年3月6日  | 2013年3月5日  |
| 2代  | 工藤秀一 | くどう しゅういち | 2013年3月6日  | 2017年3月5日  |
| 3代  | 梅田穰   | うめだ ゆたか     | 2017年3月6日  | 2024年5月27日 |
| 4代  | 坂本靖也 | さかもと せいや   | 2024年6月24日 |               |

### 町役場

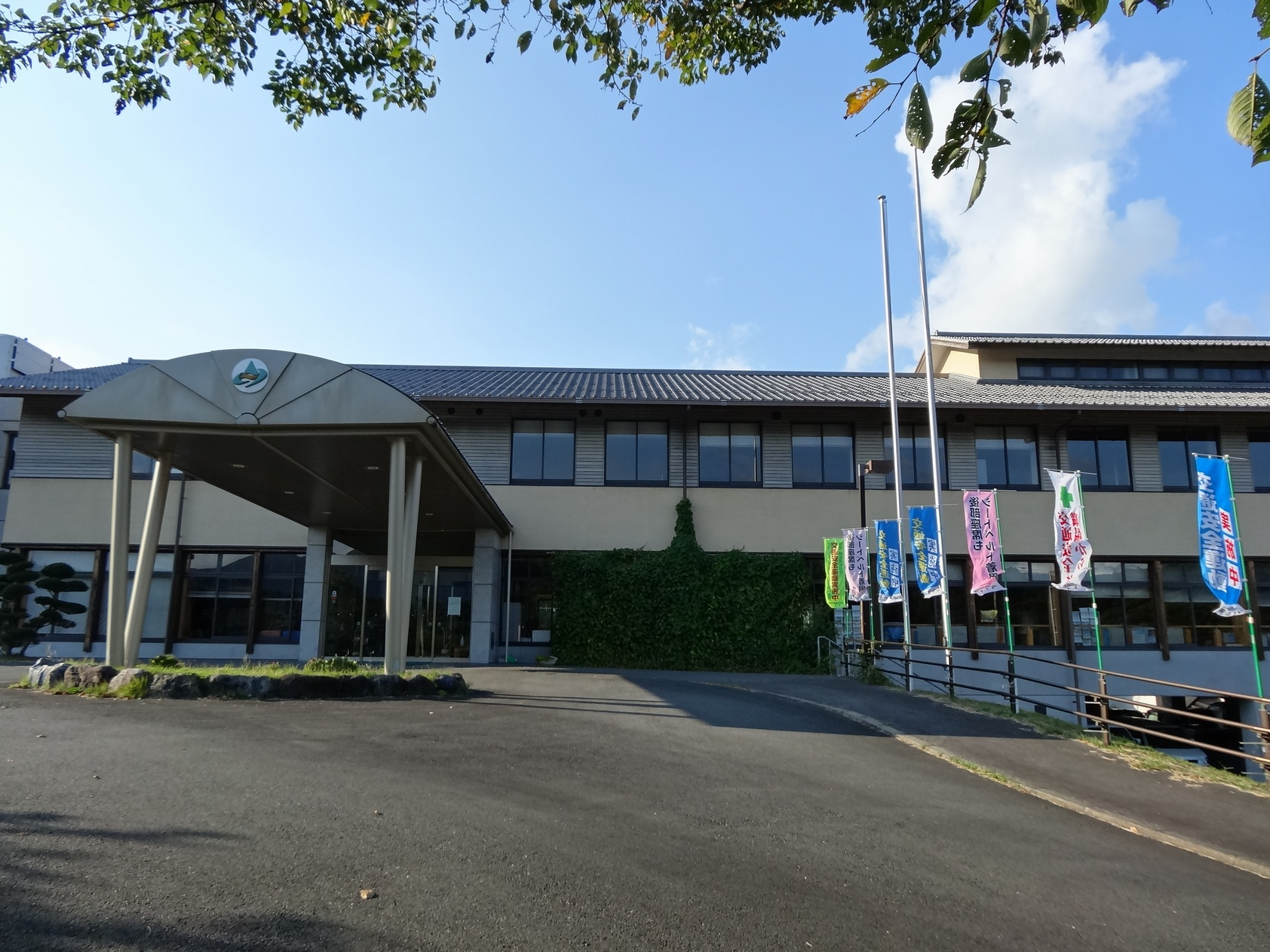
清和支所（2013年撮影）

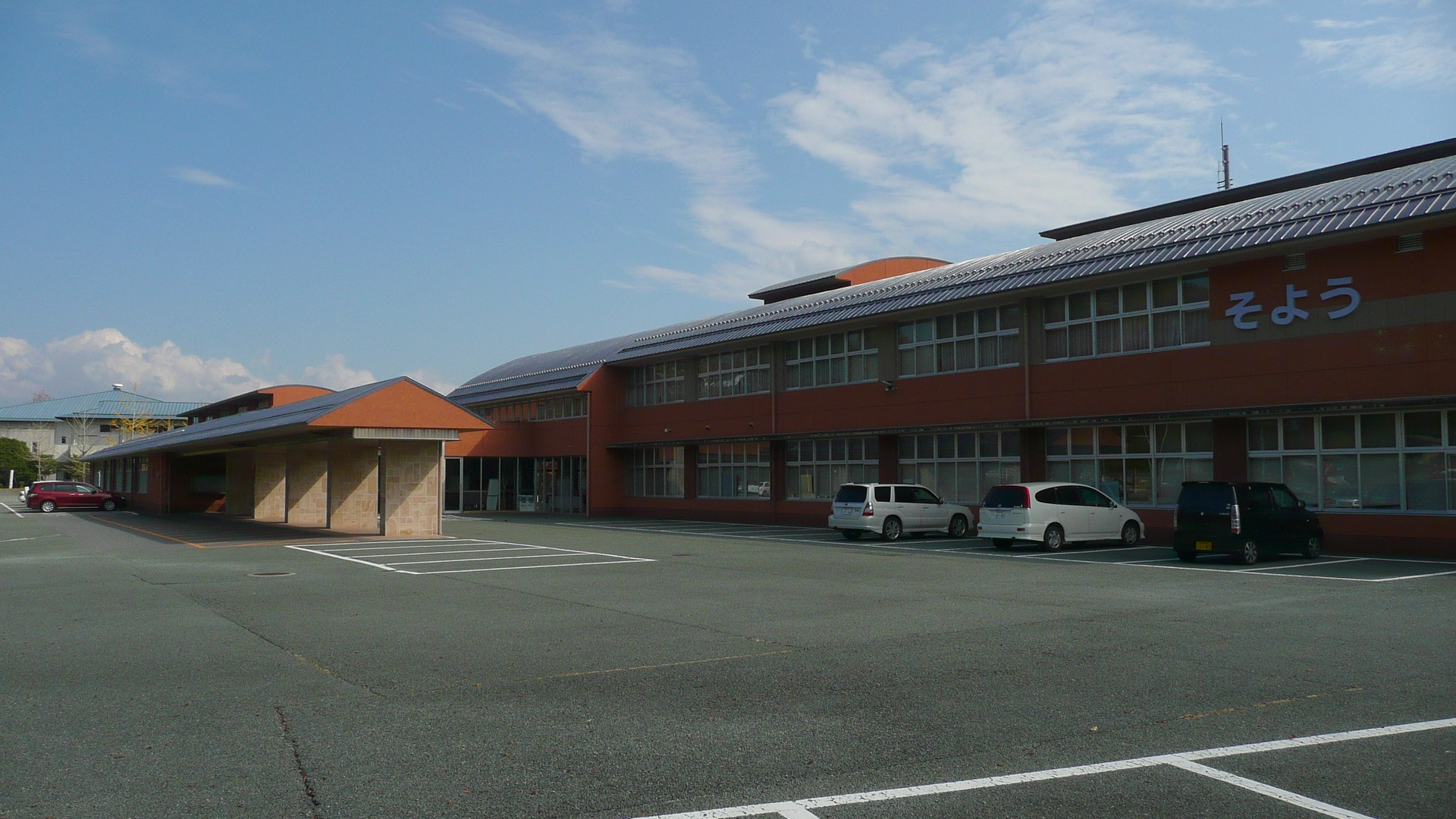
蘇陽支所（2009年撮影）

合併により旧矢部町役場を本庁舎とし旧清和村役場、旧蘇陽町役場をそれぞれ清和総合支所、蘇陽総合支所へと移行。また新庁舎の建設に伴い、山都町役場本庁舎の一部が旧白糸第一小学校へと移転することになった。
2015年（平成27年）1月に本庁舎開庁。2016年（平成28年）4月、蘇陽総合支所、清和総合支所をそれぞれ蘇陽支所、清和支所へ変更した。
本庁舎
- 山都町役場本庁舎（旧矢部町役場）

支所
- 山都町清和支所（旧清和村役場）
- 山都町蘇陽支所（旧蘇陽町役場）

山都町包括医療センターそよう病院
- 北部診療所
- 井無田診療所
- 緑川診療所
- 訪問看護ステーション

### 県などの機関
- 上益城地域振興局土木部
- 山都警察署
- 山都消防署

## 文化

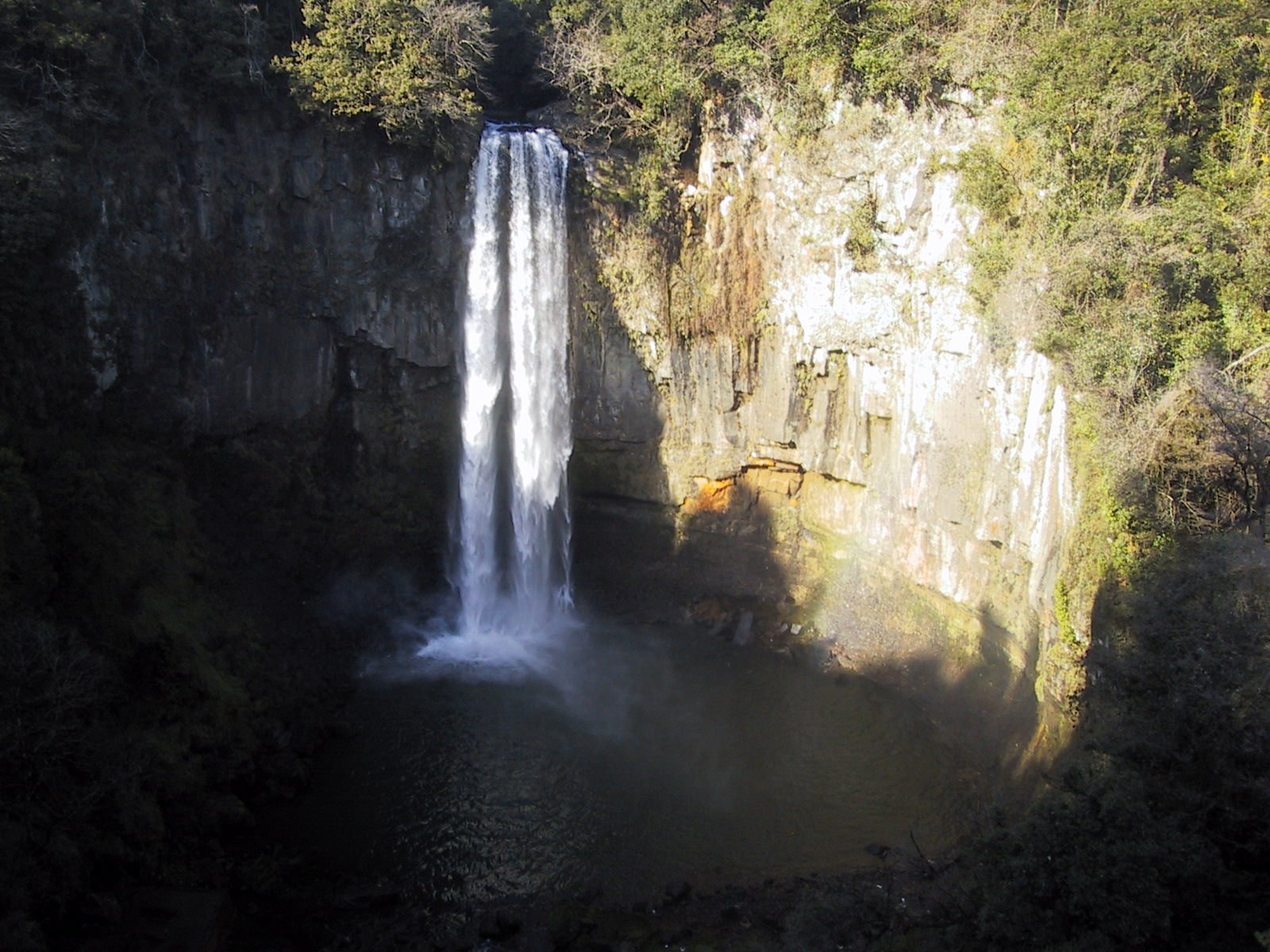
五老ヶ滝

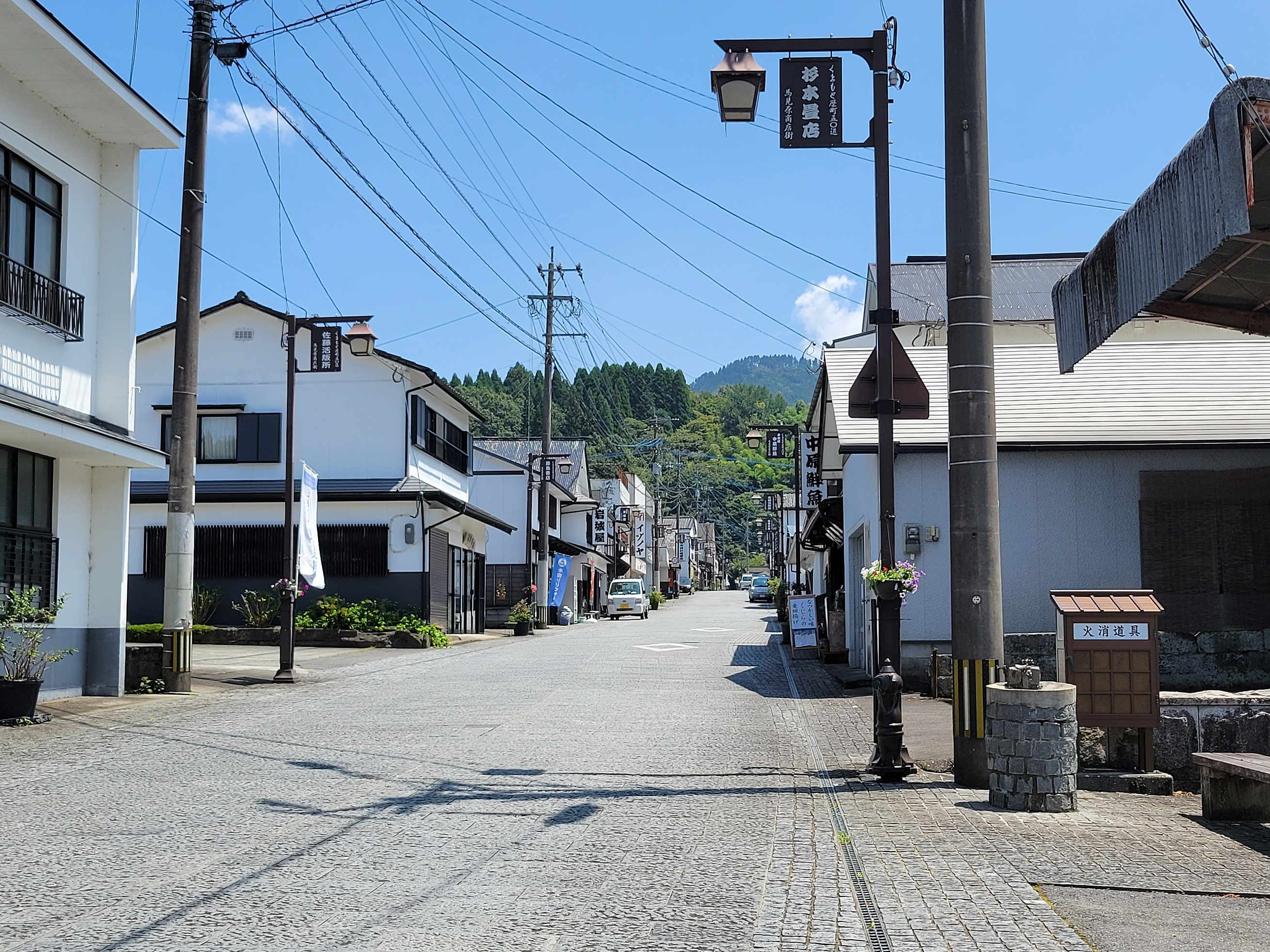
馬見原の商店街

### 名所、旧跡、観光スポット
- 石橋「通潤橋」（矢部地区） 江戸時代に建設された石造アーチ水路橋。放水で知られる国の重要文化財（国宝）。
円形分水（矢部地区） 通潤橋へ導水する施設。
有名な通潤橋のほかにも石橋が町内には多数ある。金内橋や聖橋など。
- 「通潤用水と白糸台地の棚田景観」（矢部地区） 国の重要文化的景観として選定されている。
  - 2008年（平成20年）7月28日 - 城原、長原、新小の各一部が重要文化的景観として選定される。
  - 2009年（平成21年）7月23日 - 白藤、津留の各一部が追加選定される。
  - 2010年（平成22年）2月22日 - 犬飼全域、城原、下市、長原、田吉、新小、白藤、牧野の各一部が追加選定される。これにより、白糸台地の全域（約468ha）が重要文化的景観となった。
- 清和文楽（清和地区）「清和文楽人形芝居」は熊本県指定重要無形文化財である。
- 清和高原天文台（清和地区）
- 蘇陽峡（蘇陽地区）
- 緑仙峡（清和地区）
- 男成神社（矢部地区）
- 小一領神社（矢部地区）
- 幣立神社（蘇陽地区）
- 仁瀬本神社（蘇陽地区）夜渡神楽
- 矢部四十八滝（矢部地区、清和地区） 矢部地区を中心に点在　
  - 鵜の子滝（矢部地区）上流にある鷹滝を合わせて二段滝を形成する。更に上流にも滝が複数あり、「鵜の子滝群」を形成する。
  - 五老ヶ滝、聖滝（聖ヶ滝）、福良滝ほか多数の滝があり、その数は70近くある。
- 鮎の瀬大橋（矢部地区）
- 日向往還（宮崎県延岡市に通じる昔の街道。豊後街道内の記事を参照）
- 棚田（町内に2か所。菅集落や峰集落にある棚田は、棚田百選に選ばれている。このほか通潤橋一帯にも棚田が点在）
- 九州山地の天然広葉樹林（清和地区ほか 紅葉や樹氷が綺麗 宮崎県五ヶ瀬町にある五ヶ瀬ハイランドスキー場からがアクセスは容易。動植物の宝庫で、希少な動植物も見られる）
- 舟の口水源（蘇陽地区。養魚場があり、魚釣りが出来る釣り堀もある。釣った魚はその場で塩焼きにして食べるほか、持ち帰りも可能）
知られていないが町内には多数の水源・湧水箇所があり、上水道として飲料水の供給源になっている。水は軟水が多く、飲みやすい。
- 外輪山尾根にある九州自然歩道（阿蘇・南郷谷の雄大な景色を望みながらのハイキングが可能）。また、町内各地にハイキングコース(山都フットパス)が設置されている。
- 馬見原
日向往還の宿場町として栄え、この地を訪れた歌人・若山牧水も「馬見原ハシャレタ町ナリ」と賞賛した。最盛期には何軒もの造り酒屋が軒を並べ、今に残る白壁土蔵造りの旧商家や石垣が、当時のにぎわいを伝えている。くまもと景観賞に選ばれた。

### 祭事、催事

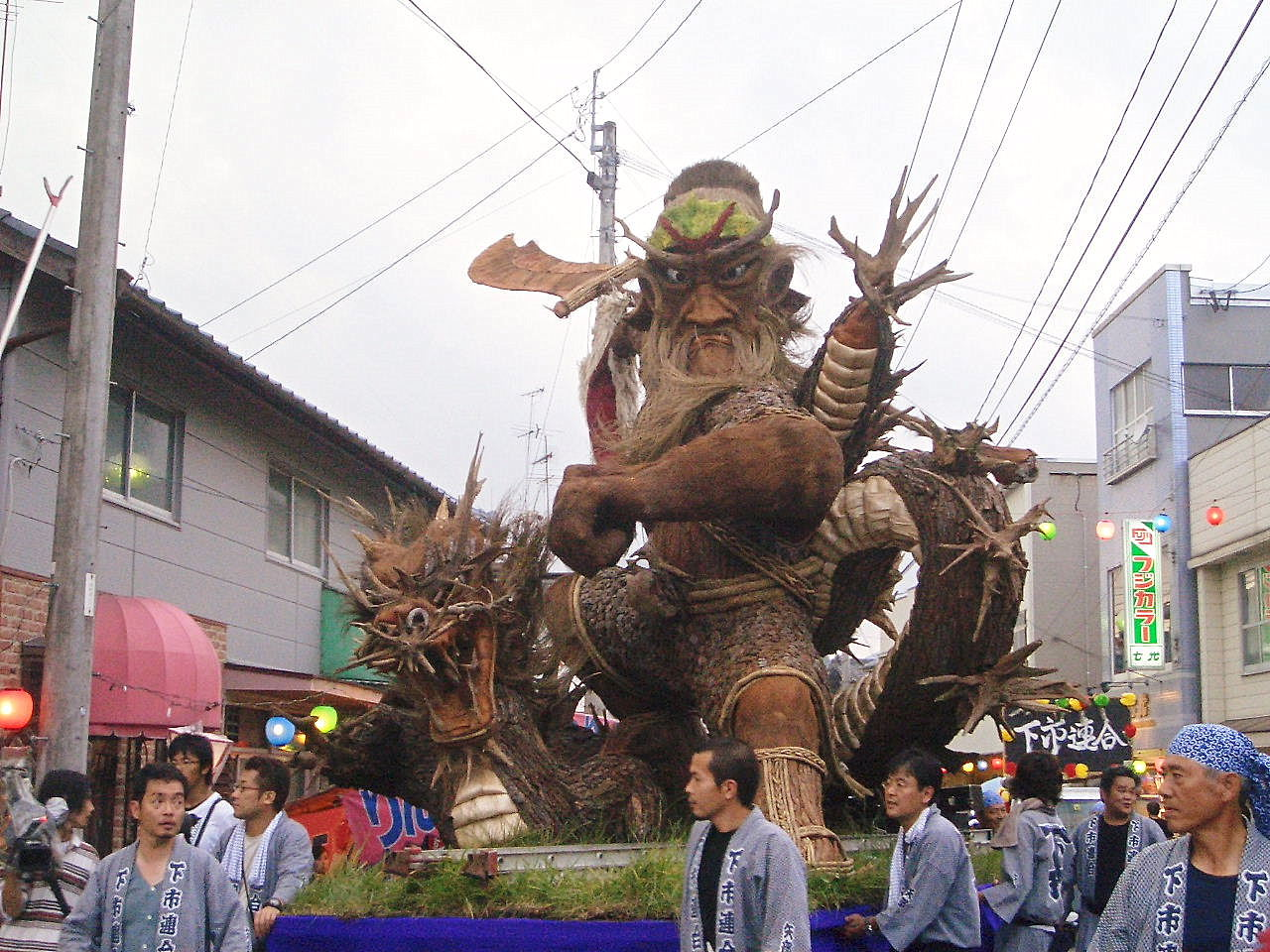
八朔祭の大造り物

- 八朔祭（矢部地区） 毎年9月の最初の土日に開催されるお祭り。八朔に関しては、日本各地で祭り・行事が催されるが、その中でも最も有名な祭りの一つである。天然の自然素材を豊富に用いて造った巨大な造り物・山車と、同時に行われる国の重要文化財「通潤橋」の放水が名物。
- 文楽の里まつり（清和地区）
- 火伏地蔵祭（蘇陽地区） 8月後半の週末に開催されている馬見原の祭りである。1563年（永禄6年）に、馬見原にある寺より現在地の地蔵堂へ移された年が祭の始めと記されており、1858年（安政5年）の大火で当時の地蔵堂は焼失。その後、度重なる大火を押し沈めようと火伏祈願が続けられ、400年余りの歴史の中で、現在まで至っている。地蔵みこしを担ぐ若者たちに家々から水を浴びせる。 名物の「造り物」も商家ごとに奉納され茶碗などの日用品である。解体した後も売り物にできるように、釘や糊を使わずに造られ、その方法は今でも受け継がれている。
- モライアスロン（蘇陽地区 毎年7月）
- 蘇陽峡もみじ祭り（蘇陽地区 毎年11月上旬）
- 二瀬本の夜渡神楽（蘇陽地区 毎年1月下旬）
- 九州山地神楽まつり（蘇陽地区 毎年1月下旬）
- 白石お天道さん神楽まつり（蘇陽地区）
- 薪文楽（清和地区） 大川にある大川阿蘇神社の農村舞台（登録有形文化財）で10月に開催。雨天時は、清和文楽苑にて行われる。
- 阿蘇神社の秋祭（清和地区） 大川にある大川阿蘇神社や鶴底にある御釜神社（阿蘇神社系）では、秋の9月19日と9月29日に祭が行われている。

## 産業
2006年度（平成18年度）の町内総生産490億円（平成20年『町民所得推計調査結果』）。
2018年（平成30年）、東京事務所を開設した。所在地は農産物やジビエ肉の販売、観光客や移住者誘致で協力を得ているコンサルティング会社「クレアン」内（港区白金台）。

### 農業
- 農業が主産業であり、有機農業の農家数が日本一である。町域が高冷地の気候に属しているため、高原野菜の栽培が行われるなどの特色がある。全国の農山村部と同じく少子高齢化による後継者不足が課題となっている。
  - 主な農産品

米、トマト、高原野菜（キャベツ）、しいたけ、栗、梨、ベビーリーフ、花卉（花）、茶、牛肉（赤牛・黒毛和牛）、酪農

### 工業
- 事業所数 28
- 従業者数 521
- 製造品出荷額 79億円

（平成19年 工業統計調査結果）

### 商業
小売業
- 事業所数 240
- 従業者数 903
- 年間販売額 110億円

卸売業
- 事業所数 27
- 従業者数 115
- 年間販売額 26億円

（平成19年 商業統計調査結果）

## 交通

### 鉄道
町内に鉄道路線は走っていない。最寄駅は南阿蘇鉄道高森線の高森駅。JRでは鹿児島本線の松橋駅（宇城市）。

### バス

#### 高速・特急バス
- 高速「ごかせ号」：福岡市 - 福岡空港国際線 - 基山PA - 久留米IC - 八女IC - 山都町 - 五ヶ瀬町 - 高千穂町 - 日之影町 - 延岡市
  - 山都町内は道の駅通潤橋に併設の「山都町」に停車。

　両方面共に乗降可。予約制。
- 特急「あそ号・たかちほ号」（九州産交バス・宮崎交通）：熊本市 - 熊本空港 - 南阿蘇村 - 高森町 - 山都町 - 五ヶ瀬町 - 高千穂町 - 日之影町 - 延岡市
  - 山都町内は旧蘇陽町の「二瀬本入口」「蘇陽総合支所前」「馬見原中鶴」に停車。一部予約制。

#### 一般路線バス
- 熊本バス（熊本バス浜町出張所と 山都町ふれあいバスセンターは併設）
  - M3-2系統[御船線]　桜町バスターミナル - （御船経由） - 矢部（浜町） - 通潤山荘
  - M4-3系統[辺場線]　桜町バスターミナル - （甲佐、砥用経由） - 矢部（浜町）

　双方長距離を走る路線で、一般路線バス車両が使用される。通勤通学のみならず、日中時間帯の日常利用や沿線の観光地の移動の足としても利用される。
- 山都町コミュニティバス

浜町・清和・馬見原を往復運行（平日に3便）
- 浜町馬見原線 浜町（矢部） - 清和文楽邑（清和） - 弊立宮前（弊立神社） - 馬見原（蘇陽）

馬見原・蘇陽支所・高森駅を往復運行（平日に2便）※2025年4月1日運行再開予定
- 馬見原 - 蘇陽支所 - 高森駅

- 産交バス
  - 高森町民バス「草部北部線」「草部南部線」高森駅 - 山都町埋立地区 - 高森町草部地区を運行

高森町中心部から草部地区へ至るまでに、高森峠を経由し国道325号線を通過するため、僅かではあるが当町に乗り入れる

- 五ヶ瀬町コミュニティバス
  - 五ヶ瀬役場 - 旧蘇陽馬見原地区 - 五ヶ瀬町鞍岡・波帰地区を運行

五ヶ瀬町中心部から鞍岡地区方面へのアクセスは県境を跨いで馬見原地区を経由する必要があるため、当町に乗り入れる。

- 麻生交通
  - 熊本バス旧｢水越線」の御船 - 水越 - 五ヶ瀬（矢部地区の吐合）

主に御船町を拠点にバス事業を展開している。当町と御船町の境界付近が終点となっている。

#### かつて存在した路線
- 産交バス
  - 2007年（平成19年）3月31日までに産交バスが「高森 - 馬見原」間を廃止・撤退したことにより下記の路線においては現在、山都町が蘇陽地区の南阿蘇交通に運行を委託。
    - 馬見原=上差尾=旅草=高森
    - 馬見原=上差尾=柳=高森
    - 馬見原=今村=柳=高森など

- 熊本バス
  - 馬見原線（旧「直行線」）浜町（矢部） - 清和文楽邑（清和） - 大野弊立宮前（弊立神社） - 馬見原〔熊本バス馬見原出張所〕（蘇陽）が2024年（令和6年）9月30日で運行終了、翌日10月1日から山都町コミュニティバス「浜町馬見原線」として運行。
    - 同路線は熊本市内（交通センター）から馬見原まで運行する「直行線」として一体路線であり「大野」経由と「菅尾」経由の2系統が存在したが、2015年（平成27年）9月末に浜町で御船・熊本市内方面（現・御船線）と清和・馬見原方面との系統分離、同時に菅尾系統（浜町 - 畑 - 大川 - 菅尾 - 馬見原）は廃止して馬見原線系統は大野経由に一本化された。

  - 2008年（平成20年）3月31日までに熊本バスが矢部地区・清和地区の直行線を除く全ての枝線（支線）を廃止、山都町コミュニティバスとして80条バス（スクールバス兼用）に転換した。
  - 快速バス　熊本交通センターを起点に町内まで運行されていた。
    - 「やべ号」　 熊本市街 - 矢部
    - 「そよう号」熊本市街 - 矢部 - 清和 - 馬見原

- 山都町コミュニティバス（2024年3月31日までの一般便）
  - 山都町全域（平日・土曜に1､2往復）
    - 2024年（令和6年）3月31日を以って有償旅客運送を廃止。現在はスクール専用。矢部、清和、蘇陽の各地域ごとを拠点に町内を広くカバーしていた。各拠点いずれも地理的に中央部に位置し、放射状に多くの路線が伸びていた。なお、当町の幹線となる熊本バスの市内直行線及び馬見原線との接続は、朝の時間帯以外対応していなかった。

※山都町バスの系統については山都町コミュニティバスを参照。
- 宮崎交通
  - かつては宮崎交通高千穂バスセンターから蘇陽（馬見原）地区に乗り入れをしていた。
    - 高千穂・五ヶ瀬町役場方面 - 馬見原 - 五ヶ瀬町鞍岡・波帰（一部の便は蘇陽高校まで乗り入れていた）

※現在は五ヶ瀬町コミュニティバスを参照。

### 空港
最寄り空港は阿蘇くまもと空港。

### 道路

#### 高速道路
九州中央自動車道
- 山都中島西IC - 山都中島東IC - 山都通潤橋IC

#### 一般国道

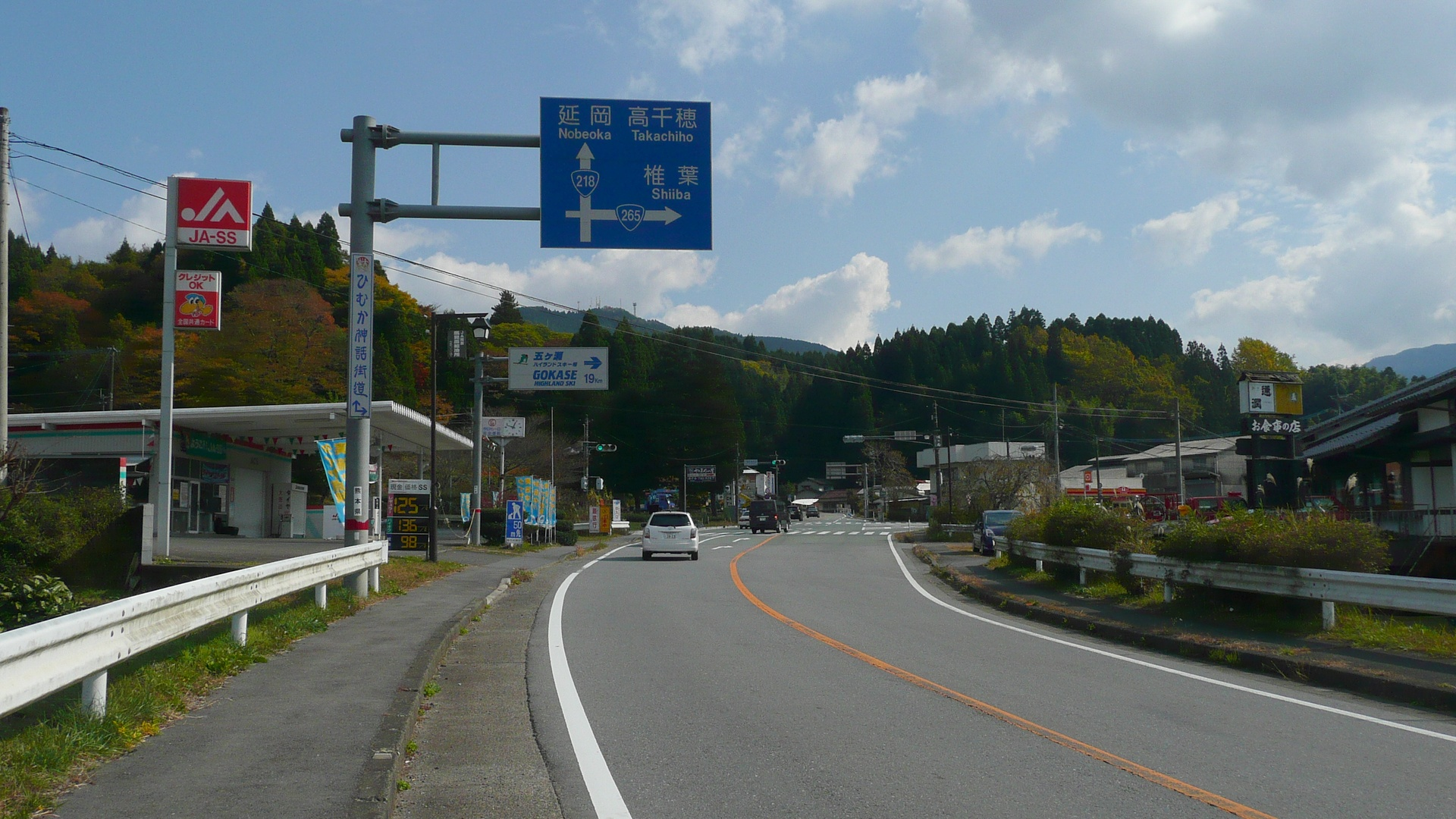
国道218号（馬見原）

- 国道218号
- 国道265号
- 国道325号
- 国道445号

#### 道の駅
- 清和文楽邑
- 通潤橋
- そよ風パーク

### 橋
- 通潤橋（石橋の水路橋　国の重要文化財）
- 鮎の瀬大橋（くまもとアートポリス）
- 馬見原橋（くまもとアートポリス）

## 教育機関

### 高等学校
- 熊本県立矢部高等学校
- 一ツ葉高等学校（広域通信制）

### 中学校
町立（3校）
- 山都町立清和中学校
- 山都町立蘇陽中学校
- 山都町立矢部中学校
  - 廃校になった中学校は熊本県中学校の廃校一覧#上益城郡を参照。

### 小学校
町立（5校）
- 山都町立中島小学校
- 山都町立矢部小学校
- 山都町立清和小学校
- 山都町立蘇陽小学校
- 山都町立蘇陽南小学校
  - 廃校になった小学校は熊本県小学校の廃校一覧#上益城郡を参照。

## 山都町が描かれた絵など
- 領内名勝図巻：江戸時代に肥後細川藩各地の滝を主な対象として描かれた名勝図絵。絵を描くきっかけとなったのは、山都町にある千滝や五老ヶ滝であり、描かれた場所も多い。

当時、地方の山村の風景や名勝を描いた絵画は少なく、希少な史料である。
山都町について書かれた文献『里の時間』芥川仁・阿部直美著　岩波新書1511『先人の汗で田を拓く』

## 著名な出身者
★は故人
- 荒木昭次郎（行政学者）：矢部地区出身
- 岩崎陽子（漫画家）：矢部地区出身
- 梅田穰（第3代山都町長）
- 大山謙一郎（写真家、ブータンを題材にした写真などで知られる）：矢部地区出身
- 國武愛美（サッカー選手）：矢部地区出身
- 高橋守雄（元熊本市長、内務官僚）：矢部地区出身 ★
- 田中洋平（ローカルタレント）：蘇陽地区出身
- 中村裕樹（照明技師）：蘇陽地区出身
- 林仙之（陸軍大将）：清和地区出身 ★
- 伴都美子（歌手、Do As Infinityのボーカル）：矢部地区出身
- 深瀬智聖（タレント）：蘇陽地区出身
- 布田保之助（事業家、通潤橋を建設したことで知られる）：矢部地区出身 ★
- 山下孝治（日本画家）：矢部地区出身
- 山下泰裕（柔道家、東海大学教授）：矢部地区出身

架空の人物
- 鈴木一郎（刑事、テレビドラマ『刑事☆イチロー』の主人公）：蘇陽地区出身